# 橋爪健
橋爪 健（はしづめ けん、1900年2月20日 - 1964年8月20日）は、日本の詩人・評論家・小説家。

## 人物・来歴
長野県東筑摩郡松本町（現松本市）出身。静岡県旧制沼津中学（静岡県立沼津東高等学校）、第一高等学校を経て、東京帝国大学文科中退。1922年第1詩集「合掌の春」を刊行、ダダイスムの影響を受け1924年『ダムダム』創刊に参加。1927年『文藝公論』を創刊、主宰した。戦後は児童読物などを書いた。兄に橋爪恵、弟に橋爪克巳（1903-83）がいる。

## 著書
- 『合掌の春 抒情詩』教文書院 1922
- 『午前の愛撫 詩集』九十九書房 1922
- 『貝殻幻想』寳文館 1925
- 『陣痛期の文芸 文藝評論集』文芸公論社 1927
- 『廣瀬中佐 大日本雄辯會講談社(講談社の繪本)1939
- 『愛の北回帰線』金鈴社 1942
- 『戦へる姉』金鈴社 1943
- 『鰹漁港』佃書房 1943
- 『美し魚 生産小説集』紙硯社 1944
- 『涙の二重奏』偕成社 1949
- 『風雲紅玉陣』ポプラ社 1950
- 『スタンリイ 暗黒大陸探検』ポプラ社(偉人伝文庫)　1951
- 『世界歌劇物語』偕成社(世界名作文庫)1953
- 『熱砂の美少年』偕成社 1955
- 『奪う者は誰か 第5福竜丸船員の手記から』東都書房 1958
- 『多喜二虐殺』新潮社 1962
- 『文壇残酷物語』講談社 1964

再話
- ロスタン原作『悲劇の騎士 シラノ・ド・ベルジュラック』偕成社(世界名作文庫)1955